# Samuel (nouvelle)
Pour les articles homonymes, voir Samuel (homonymie).
Samuel (titre original : Samuel) est une nouvelle américaine de Jack London publiée aux États-Unis en 1913.

## Historique
La nouvelle est publiée initialement dans The Bookman en mai 1913, avant d'être reprise dans le recueil The Strength of the Strong en mai 1914.

## Résumé
Pour le visiteur américain débarqué sur l'île McGill, au large de l'Irlande, Margaret Henan est un mystère. Pourquoi s'est-elle obstinée à donner le prénom de Samuel à quatre de ses fils, tous disparus tragiquement ?

## Éditions

### Éditions en anglais
- Samuel, dans The Bookman, New York, mai 1913.
- Samuel, dans le recueil The Strength of the Strong, un volume chez The Macmillan Co, New York, mai 1914.

### Traductions en français
- Samuel, traduit par Louis Postif, in Candide du 5 septembre 1935.
- Samuel, traduit par Clara Mallier, Gallimard, 2016[1].

## Sources
- « Bibliographie de Jack London », sur jack-london.fr (consulté le 10 mai 2024)